# Vrchmezí
Vrchmezí (polsky Orlica, německy Hohe Mense) je s výškou 1084 m pátou nejvyšší horou Orlických hor a dokonce nejvyšší horou polské části hor. Patří mezi vrcholy Koruny hor Polska. Leží na česko-polské hranici 3,5 km VSV od Sedloňova a zároveň na evropském rozvodí mezi Baltským mořem a Severním mořem.

## Historie

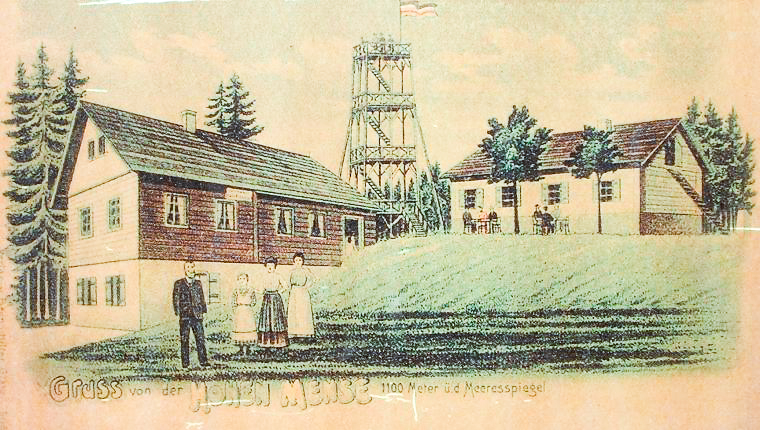
Zaniklá chata a rozhledna na Vrchmezí

Před rokem 1945 bylo Vrchmezí hojně navštěvovaným turistickým cílem, na vrcholu stála chata Rübartsch-Baude s ubytovnou a rozhledna, odkud byl výhled na celé Orlické hory. Chata i rozhledna byly postaveny a provozovány Heinrichem Rübartschem (1852–1930), propagátorem horské turistiky a lyžování v Orlických horách. V roce 1946 chata za záhadných okolností vyhořela a do dneška po ní zůstaly jen nepatrné zbytky základů.

## Vrchol
Na vrcholové plošině je palouk, řídce porostlý klečí a umožňující částečné výhledy. Uprostřed tohoto palouku se nachází malá skalka a u ní geodetický bod. Téměř na vrcholu na polské straně stojí od roku 2020 dřevěná rozhledna.

## Přístup
Přístup na vrchol je možný z více stran:
 po červeně značené Jiráskově cestě z Olešnice (5 km) či ze Šerlichu (5 km)

 po modře značené cestě od Šerlišského mlýna do Polomského sedla a dále po červené (4 km)

 po žlutě značené cestě ze Sedloňova na Polomský kopec a dále po červené (7 km)

 po zeleně značené polské cestě ze Zielence (3 km) či z turistického hraničního přechodu Čihalka (CZ/PL) (3,5 km)

## Fotogalerie

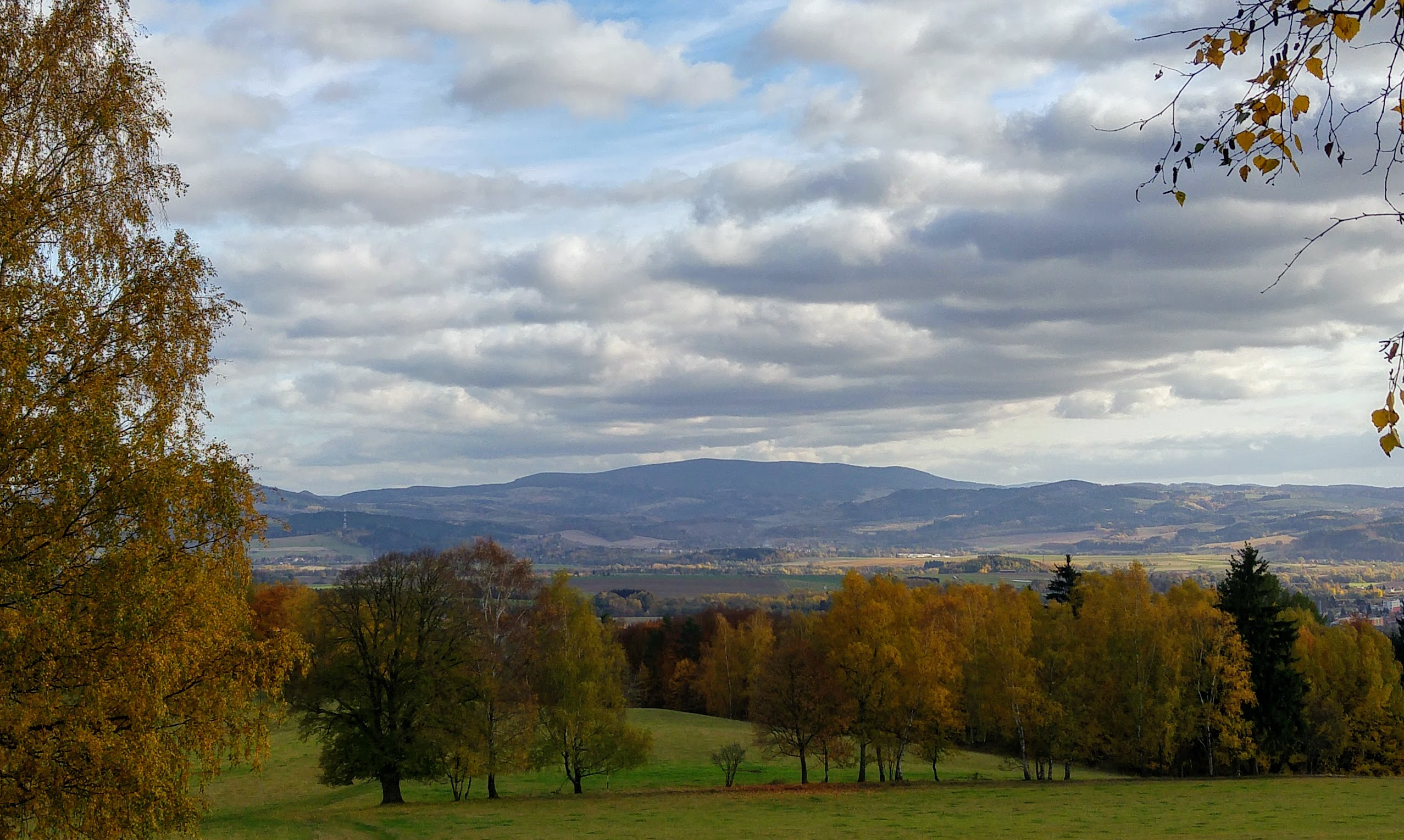
Pohled na Vrchmezí přes Hronovskou kotlinu
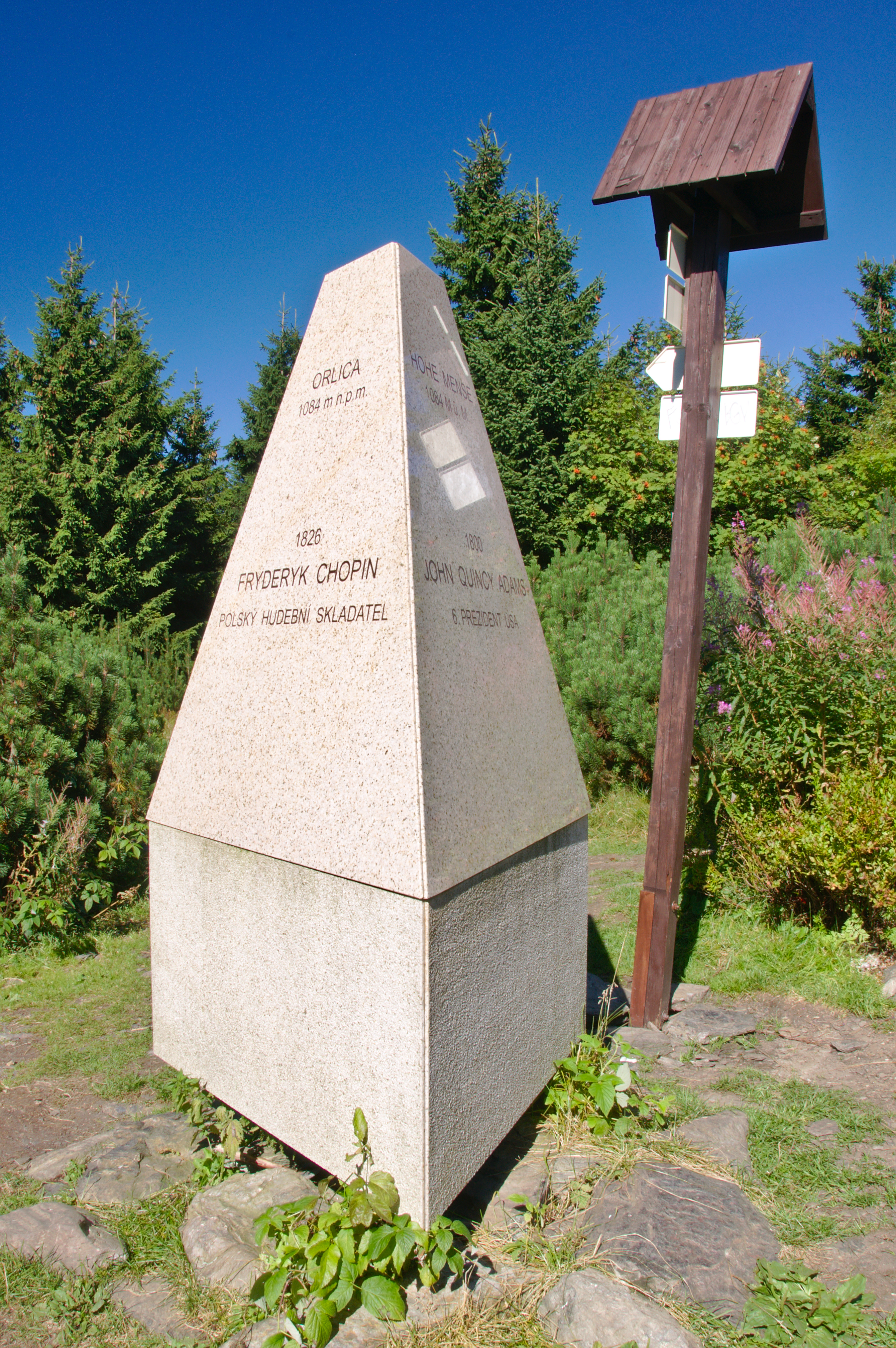
Kámen na vrcholu
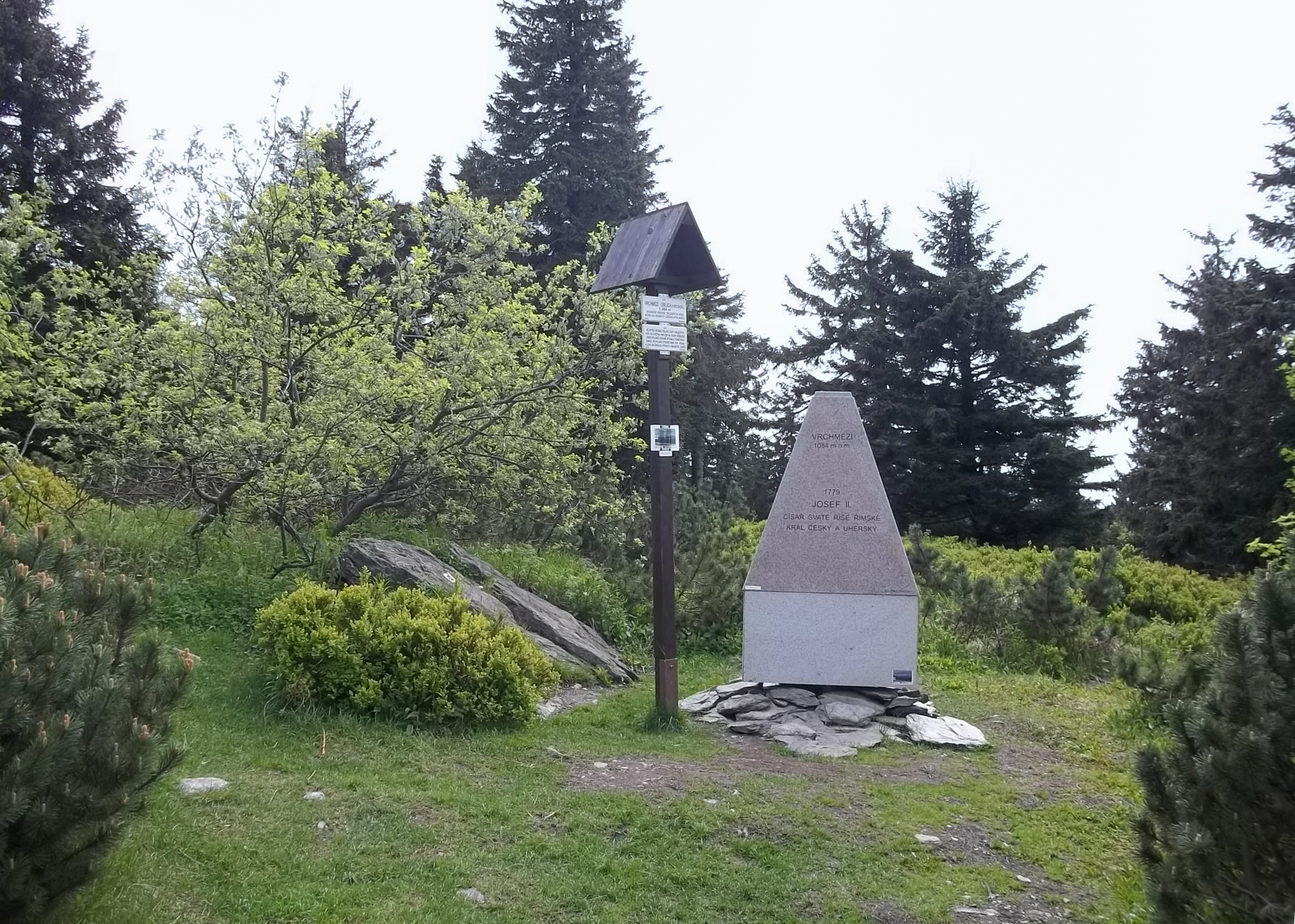
Na vrcholu Vrchmezí
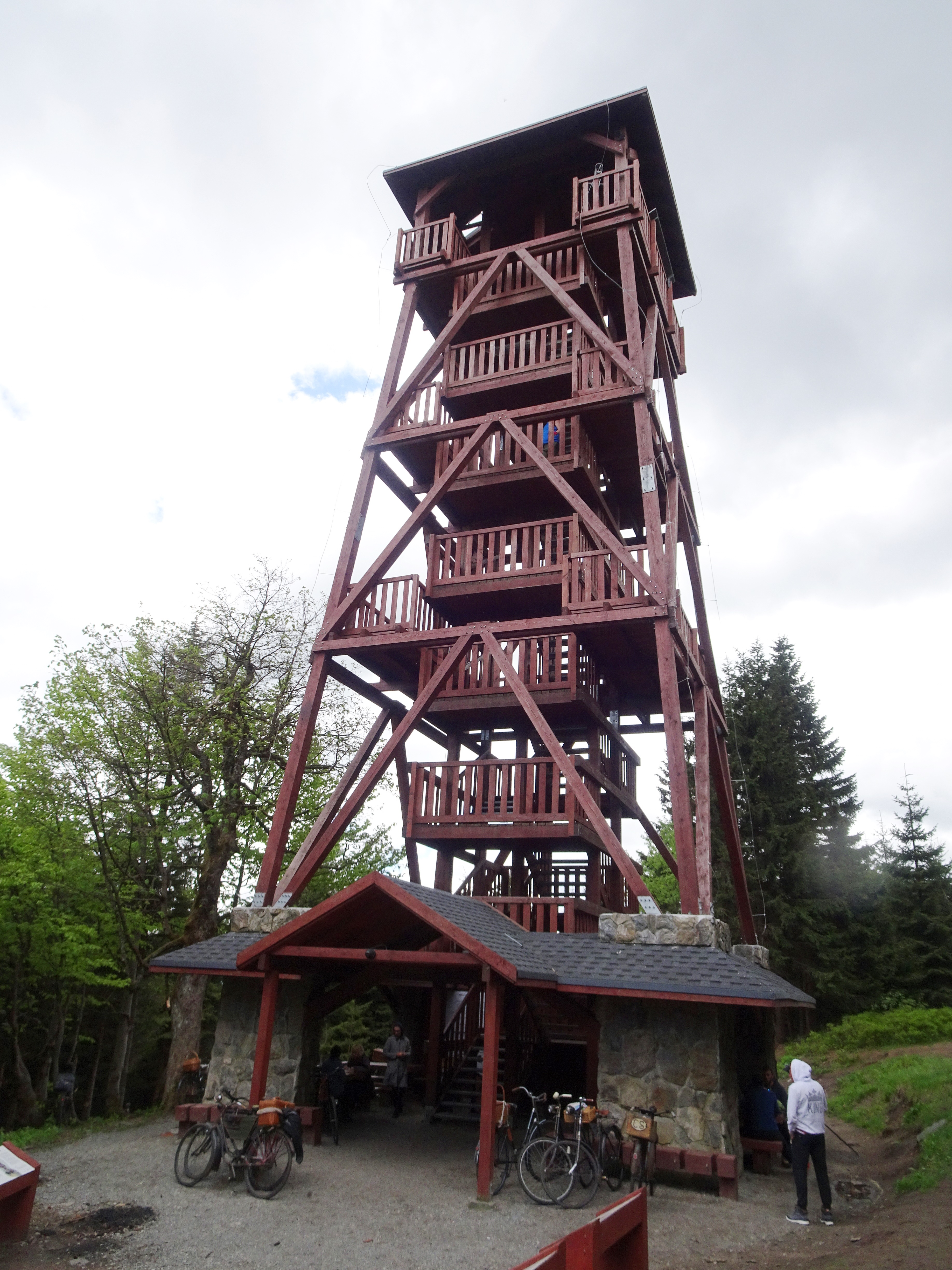
Polská rozhledna
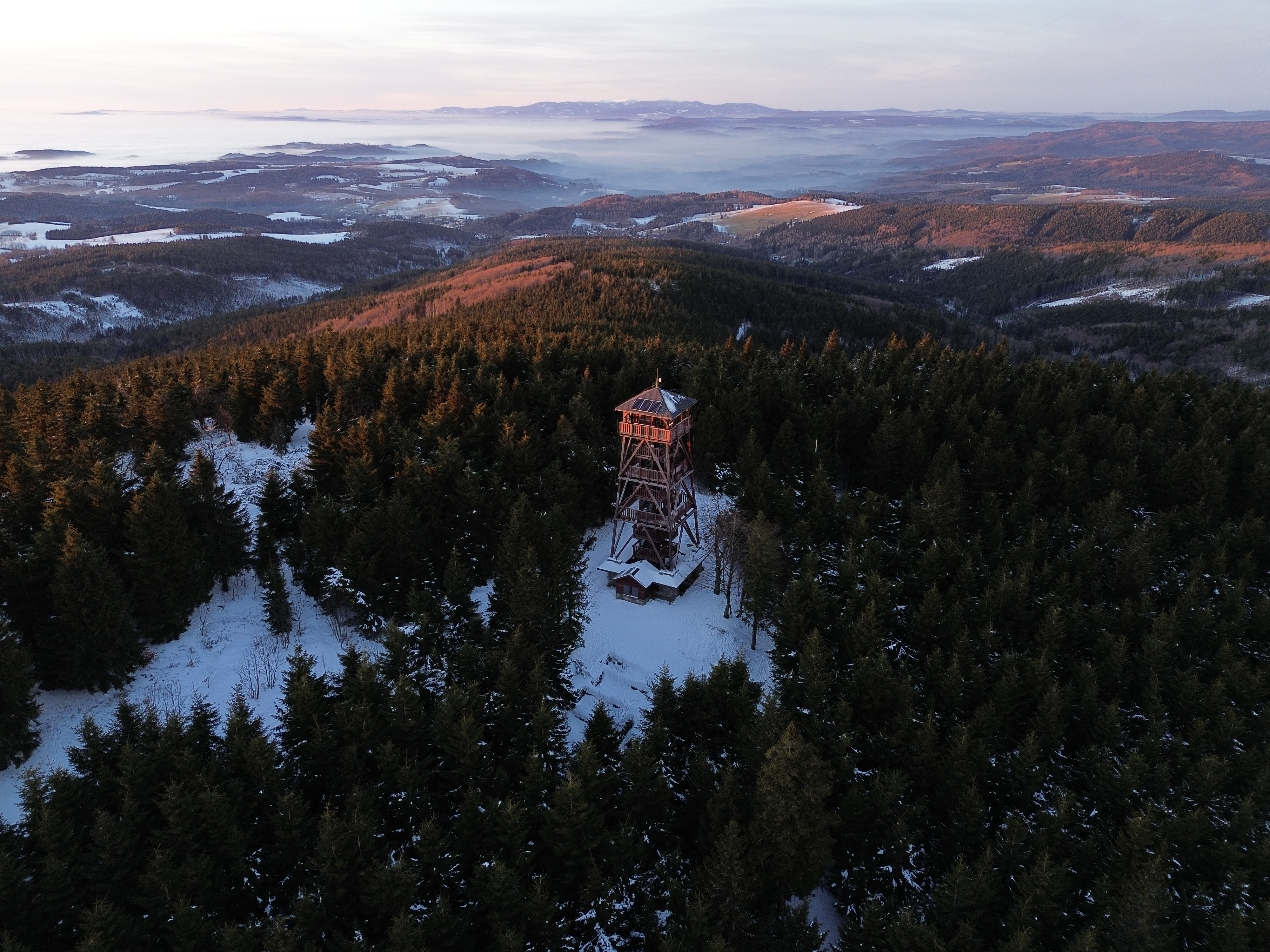
Letecký zimní pohled na rozhlednu